# Olivier Hainaut
Pour les articles homonymes, voir Hainaut.
Olivier Hainaut, né le 15 septembre 1966 est un astronome belge.

## Biographie
Après un baccalauréat C avec mention, obtenu au lycée polyvalent Jean-Baptiste Vuillaume à Mirecourt, en France, il obtient une licence en sciences physiques, l'agrégation de physique et un doctorat en sciences physiques à l'Université de Liège en Belgique.
Après un post-doc à l'Université d'Hawaï, et un second à La Silla (ESO)[Quoi ?], il devient astronome à l'Observatoire européen austral (ESO). L'astéroïde (14972) Olihainaut est nommé d'après lui.

## Découvertes
Hainaut a codécouvert plusieurs objets transneptuniens, dont 1994 TG2 (qui compte parmi les 60 premiers transneptuniens découverts), 2001 DB106, (123509) 2000 WK183, (40314) 1999 KR16, 2001 HA59. Il est aussi connu pour ses études sur les comètes distantes.